# Château en Suède
Château en Suède est la première pièce de théâtre de Françoise Sagan, écrite sous la direction du metteur en scène André Barsacq, publiée et représentée en 1960. L'auteur reprendra les personnages de Sébastien et d’Éléonore dans Des bleus à l'âme, roman-essai paru en 1972. Cette pièce recevra le tout premier Prix du Brigadier décerné par l'Association de la Régie théâtrale.

## Argument
Frédéric, un jeune étudiant, arrive dans le château de la famille Falsen sur une île suédoise. Il se prend d'affection pour sa cousine Éléonore, mariée avec un hobereau, Hugo, et qui a une relation trouble avec son frère Sébastian.

## Représentations

### Théâtre de l'Atelier, 4 mars1960
- Mise en scène : André Barsacq

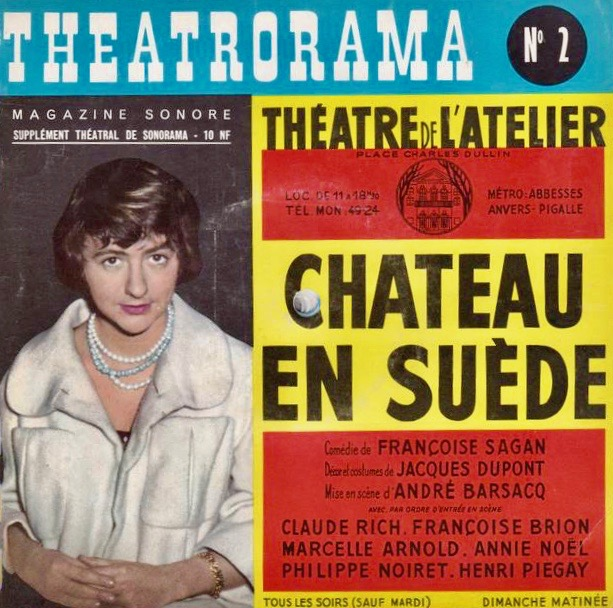

- Décors et costumes : Jacques Dupont
- Personnages et interprètes :
  - Sébastien : Claude Rich[1]
  - Éléonore : Françoise Brion
  - Agathe : Marcelle Arnold
  - Hugo : Philippe Noiret
  - Ophélie : Annie Noël
  - Günther : Paul Barrat
  - Frédéric : Henri Piégay
  - La grand-mère : May Chartrettes

### Théâtre de l'Atelier,1960(nouveau spectacle)
- Mise en scène : André Barsacq
- Décors et costumes : Jacques Dupont
- Personnages et interprètes :
  - Sébastien : Jacques François[2]
  - Éléonore : Anouk Ferjac
  - Agathe : Marcelle Arnold
  - Hugo : Jean-Roger Caussimon
  - Ophélie : Brigitte Barbier
  - Günther : Claude Augereau
  - Frédéric : Henri Piégay
  - La grand-mère : May Chartrettes

### Théâtre de l'Atelier,1963
- Mise en scène : André Barsacq
- Personnages et interprètes :
  - Sébastien : Jacques François
  - Éléonore : Françoise Brion
  - Agathe : Liliane Gaudet
  - Hugo : Jacques Dannoville
  - Ophélie : Nelly Borgeaud
  - Günther : P.J. Moncorbier
  - Frédéric : Henri Piégay
  - La grand-mère : Marguerite Balza

### Théâtre de l'Atelier,1967
- Mise en scène : André Barsacq
- Personnages et interprètes :
  - Sébastien : Roger Van Hool
  - Éléonore : Francine Bergé
  - Agathe : Marcelle Arnold
  - Hugo : Dominique Rozan
  - Ophélie : Élisabeth Alain
  - Günther : P.J. Moncorbier
  - Frédéric : Jean-Pierre Andréani
  - La grand-mère : Marguerite Balza

### Théâtre Saint-Georges,1998
À partir du 17 janvier 1998 au Théâtre Saint-Georges.
- Mise en scène : Annick Blancheteau
- Décors : Pace
- Costumes : Pascale Bordet
- Lumières : Laurent Béal
- Personnages et interprètes :
  - Sébastien : Nicolas Vaude
  - Éléonore : Agnès Soral
  - Agathe : Marie-France Mignal
  - Hugo : Yann Babilée
  - Ophélie : Mama Prassinos
  - Günther : Jean-François Guilliet
  - Frédéric : François Vincentelli
  - La mère : Claude Fraize

## Adaptations
- Château en Suède, film franco-italien réalisé par Roger Vadim en 1963.
- Château en Suède, téléfilm français réalisé par André Barsacq en 1964.
- Château en Suède, téléfilm français réalisé par Josée Dayan en 2008.